# Mary Anne Clarke
Mary Anne Clarke, född Mary Anne Thompson 3 april 1776 i London, död 21 januari 1852, var en brittisk prostituerad och memoarförfattare, mätress till Prins Fredrik, hertig av York och Albany mellan 1803 och 1809. Hon var 1809 huvudvittne i ett rättsfall då hon genom att vittna om att prinsen hade låtit henne sälja fullmakter tvingade honom att avgå från sin militära befattning. Hon utgav sina memoarer.
Mary Anne Clarke var dotter till en köpman och gifte sig år 1794 med en stenhuggare vid namn Clarke. Hennes make ruinerades dock kort efter bröllopet, och hon påbörjade då sin karriär som prostituerad. Hon arbetade som lyxprostituerad, kurtisan , med kunder inom högre kretsar, och blev år 1803 permanent mätress till Prins Fredrik, hertig av York och Albany, som installerade henne i ett luxuöst residens. Paret förde en mycket påkostad livsstil som de hade svårt att finansiera. 
År 1809 vittnade Mary Anne Clarke inför domstol om att hon med Fredriks vetskap hade sålt militära poster, något som gjorde att Fredrik, om än tillfälligt, tvingades avgå från sin ställning som överbefälhavare. Parets förhållande avslutades efter detta och hon fick ett underhåll av Fredrik på villkor att hon inte sålde hans kärleksbrev. Hon satt år 1813 av ett nio månader långt fängelsestraff för förtal. Efter sin frigivning bosatte hon sig i Frankrike.